# Tancredo Neves (Manaus)
O Tancredo Neves é um bairro localizado na Zona Leste do município de Manaus, capital do estado do Amazonas. De acordo com estimativas da Secretaria de Desenvolvimento Econômico, Ciência, Tecnologia e Inovação do Amazonas (SEDECTI), sua população era de 57 728 habitantes em 2017.

## Localização
O Tancredo Neves está localizado na Zona leste de Manaus, em uma área de 363 hectares, fazendo fronteira com os bairros da Cidade Nova, Jorge Teixeira, Novo Reino, São José Operário e Nova Floresta.

## Infraestrutura
Atualmente, o bairro possui a unidade básica de saúde Maria Leonor Brilhante, uma delegacia de polícia, localizada na Avenida Autaz Mirim, oito escolas municipais de ensino fundamental, duas escola estadual e uma creche municipal.
Também abriga estabelecimentos comerciais dos mais variados tipos, como: Supermercados, lojas, clínicas , entre eles o Shopping Cidade Leste, inaugurado em 5 de julho de 2013. Nele a população conta com uma unidade do Pronto Atendimento ao Cidadão - PAC, Detran/Am, Defensoria Pública, Correios,  Bancos, Loteria, Conselhos Tutelares.